# Zonocryptus latifascia
Zonocryptus latifascia är en stekelart som först beskrevs av James Waterston 1927.  Zonocryptus latifascia ingår i släktet Zonocryptus och familjen brokparasitsteklar. Inga underarter finns listade i Catalogue of Life.